# Kappa Canis Majoris
Kappa Canis Majoris (κ CMa / 13 Canis Majoris / HD 50013) és un estel a la constel·lació del Ca Major de magnitud aparent +3,51. No té nom propi habitual però a la Xina, amb a Aludra (η Canis Majoris) i a estels de la Popa, era conegut com a Hoo She, «l'arc i la fletxa». Es troba aproximadament a 790 anys llum del sistema solar.
Kappa Canis Majoris està catalogat a la base de dades SIMBAD com una subgegant de tipus espectral B1.5IVe, encara que alguns autors la consideren un estel de la seqüència principal. Té una temperatura efectiva de 24.100 K i és unes 34.000 vegades més lluminosa que el Sol. El radi i la massa de Kappa Canis Majoris són difícils d'avaluar. D'acord amb la paral·laxi mesurada pel satèl·lit Hipparcos, té un radi sis vegades més gran que el del Sol, encara que per a un estel de la seqüència principal hauria de ser inferior a aquest valor. Amb una massa entorn de deu masses solars, la seva edat s'estima en onze milions d'anys.
Kappa Canis Majoris rota molt de pressa; diferents mesures estableixen una velocitat de rotació entre 220 i 243 km/s, entenent aquest valor com un límit inferior. A conseqüència d'això, és una estrella Be –similar, per exemple, a Gomeisa (β Canis Minoris)–, i és Kappa Canis Majoris un dels estels Be més brillants de l'hemisferi sud. Estudis d'interferometria han posat de manifest que el disc de matèria que l'envolta és asimètric. Així mateix, està catalogada com a variable eruptiva Gamma Cassiopeiae, amb una fluctuació en la seva lluentor de 0,19 magnituds.